# Chirixalus cherrapunjiae
Chirixalus cherrapunjiae é uma espécie de anfíbio da família Rhacophoridae.
Pode ser encontrada nos seguintes países: Índia, possivelmente Bangladesh e possivelmente em Myanmar.
Os seus habitats naturais são: regiões subtropicais ou tropicais húmidas de alta altitude, pântanos, marismas de água doce e marismas intermitentes de água doce.